# Hot Mainstream Rock Tracks
Hot Mainstream Rock Tracks är en rankningslista i Billboard där de mest spelade sångerna på olika radiokanaler som endast spelar rock finns med, en kategori som inkluderar radiokanaler som främst spelar rockmusik men som inte är modern rock (som är "alternativa") radiokanaler, finns istället med i hitlistan Hot Alternative Tracks.
Listan lanserades 1981 som Rock Albums and Top Tracks. Senare bytte den namn till Top Rock Tracks och därefter till Album Rock Tracks. År 1996 fick den sitt nuvarande namn, Hot Mainstream Rock Tracks.